# Рик и Морти (7-й сезон)
Седьмой сезон американского анимационного телесериала «Рик и Морти» транслировался в США в эфире Adult Swim с 15 октября по 17 декабря 2023 года. Всего вышло 10 серий. Это первый сезон, в котором Джастин Ройланд не озвучивает никаких персонажей после его увольнения в январе 2023 года в связи с обвинениями в домашнем насилии.

## Эпизоды
| № общий | № в сезоне | Название                                                           | Режиссёр     | Автор сценария                  | Дата премьеры   | Зрители США (млн) |
| ------- | ---------- | ------------------------------------------------------------------ | ------------ | ------------------------------- | --------------- | ----------------- |
| 62      | 1          | «Жопосранчик уходит в отрыв» «How Poopy Got His Poop Back»         | Лукас Грэй   | Ник Рутерфорд                   | 15 октября 2023 | 0,42              |
| 63      | 2          | «Ловушка для Джеррика» «The Jerrick Trap»                          | Кёнхи Лим    | Альбро Ланди и Джеймс Сицилиано | 22 октября 2023 | 0,47              |
| 64      | 3          | «Воздушные силы Вонг» «Air Force Wong»                             | Джейкоб Хэйр | Алекс Рубенс                    | 29 октября 2023 | 0,36              |
| 65      | 4          | «Это Аморте» «That’s Amorte»                                       | Лукас Грэй   | Хезер Энн Кэмпбелл              | 5 ноября 2023   | 0,44              |
| 66      | 5          | «Рикмортщённый» «Unmortricken»                                     | Джейкоб Хэйр | Альбро Ланди и Джеймс Сицилиано | 12 ноября 2023  | 0,46              |
| 67      | 6          | «Рикзищяя свою сморть» «Rickfending Your Mort»                     | Джейкоб Хэйр | Коди Зиглар                     | 19 ноября 2023  | 0,40              |
| 68      | 7          | «Мокрое Куат-Амортиканское лето» «Wet Kuat Amortican Summer»       | Кёнхи Лим    | Алекс Сун-Ся                    | 26 ноября 2023  | 0,49              |
| 69      | 8          | «Восстание Числеконов: Фильм» «Rise of the Numbericons: The Movie» | Лукас Грэй   | Роб Шраб                        | 3 декабря 2023  | 0,38              |
| 70      | 9          | «Морт: Рагнарик» «Mort: Ragnarick»                                 | Кёнхи Лим    | Джереми Гилфор и Скотт Мардер   | 10 декабря 2023 | 0,29              |
| 71      | 10         | «Не бойся Сморти» «Fear No Mort»                                   | Юджин Хуан   | Хезер Энн Кэмпбелл              | 17 декабря 2023 | 0,45              |

## Производство
После обвинений в домашнем насилии, которые впоследствии были сняты из-за недостаточности доказательств, Джастин Ройланд был уволен из шоу после шестого сезона. Adult Swim наняли двух новых актёров озвучания с похожими голосами. Имена новых актёров держались в тайне. Только после выхода первой серии из титров стало известно, что новыми голосами стали Йен Кардони (Рик) и Гарри Белден (Морти).